# NGC 7344
NGC 7344 is een spiraalvormig sterrenstelsel in het sterrenbeeld Waterman. Het hemelobject werd op 1 oktober 1864 ontdekt door de Duitse astronoom Albert Marth.

## Synoniemen
- MCG -1-57-20
- PGC 69433